# Merrow

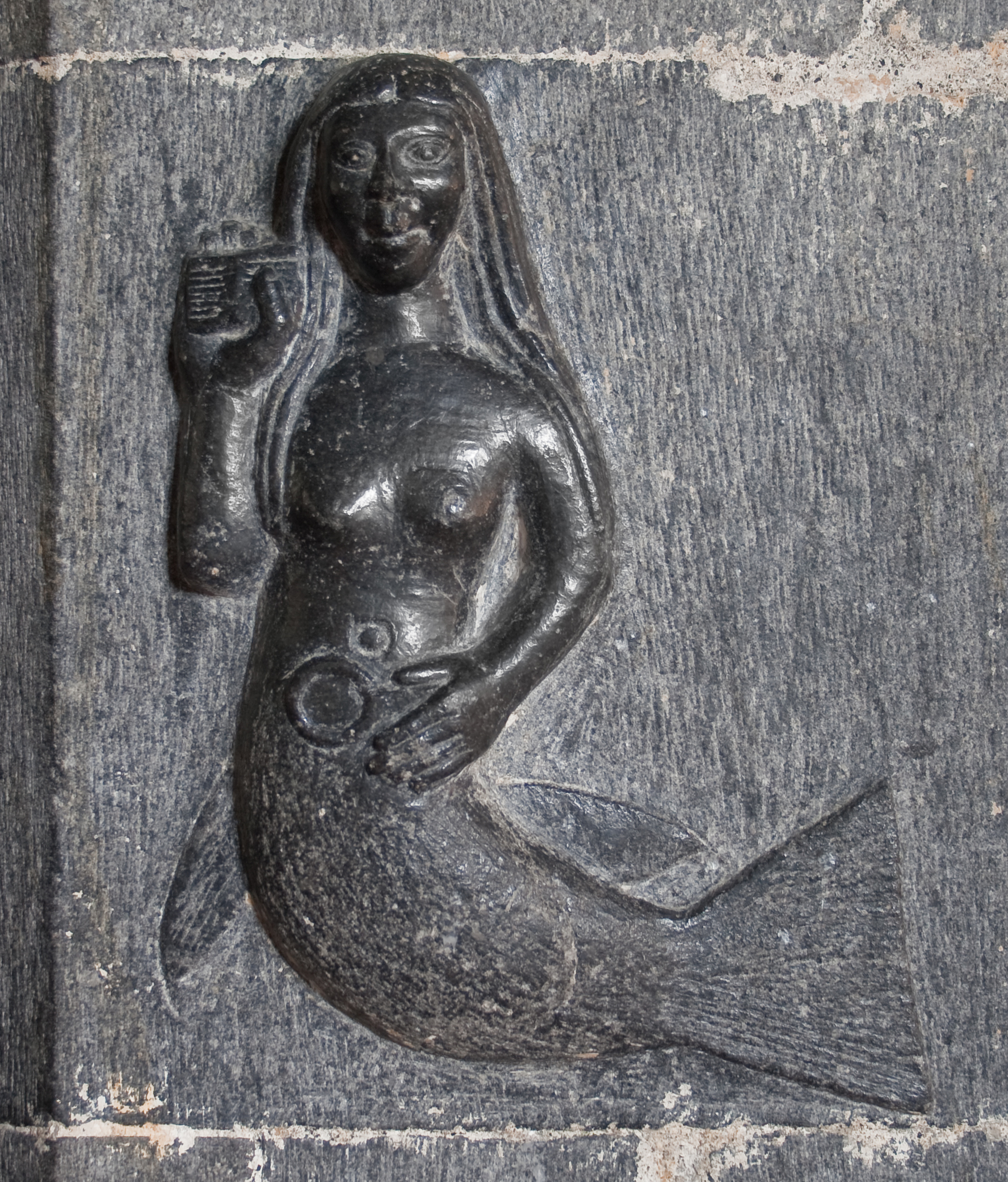
Relief einer Merrow an der irischen Clonfert Cathedral (15. Jahrhundert)

Merrow (aus dem gälischen murúch) oder Murrough (Galloway) ist ein Meermann und das schottische und irische Äquivalent zu den Meerjungfrauen anderer Kulturen. Über diese Wesen wird gesagt, dass sie vom Kopf bis zur Taille menschlich seien, von der Taille abwärts hätten sie den Körper eines Fisches. Sie haben eine freundliche, bescheidene, liebevolle und wohlwollende Veranlagung. Andere Sagen berichten, dass sie kleine grüne Augen und Zähne, Arme in Form von Flossen und rote Nasen haben. Mit ihren roten Mützen sollen sie das Meer durchqueren können.
Es gibt noch weitere Namen im Gälischen, die sich auf dieses Geschöpf beziehen: Muir-gheilt, Samhghubha, Muidhuachán, und Suire. Es gibt sie schon seit Jahrtausenden, denn nach den Chroniken der Barden spielten Suire um die einwandernden Milesier herum, als diese erstmals die irischen Ufer betraten.